# Picumne squamulé
Picumnus squamulatus
Espèce
Statut de conservation UICN

 LC  : Préoccupation mineure
Le Picumne squamulé (Picumnus squamulatus) est une espèce d'oiseaux de la famille des Picidae (sous-famille des Picumninae), dont l'aire de répartition s'étend sur la Colombie et le Venezuela.

## Liste des sous-espèces
D'après la classification de référence (version 5.1, 2015) du Congrès ornithologique international, cette espèce est constituée des sous-espèces suivantes (ordre phylogénique) :
- Picumnus squamulatus squamulatus Lafresnaye, 1854
- Picumnus squamulatus roehli Zimmer & W.H. Phelps, 1944
- Picumnus squamulatus obsoletus Allen, 1892
- Picumnus squamulatus lovejoyi W.H. Phelps Jr & Aveledo, 1987
- Picumnus squamulatus apurensis W.H. Phelps Jr & Aveledo, 1987